# Поморійське озеро
Озеро Поморійське — прибережна лагуна на північ від міста Поморіє. Озеро відокремлене від моря природною піщаною косою і штучними дамбами, і лише на півдні має з'єднувальний канал, через який тече морська вода.
Її площа становить близько 7 — 8,5 км 2 , довжина — 5 - 6 км, ширина коливається від 350 м на північі до 1,6 км в середині. Її глибина не перевищує 1,4 м, а солоність дорівнює 60 — 80 ‰. Використовується для видобутку солі (близько 30000 т на рік) і лікувальних грязей.
Над озером проходить Віа Понтіка — одина з великих повітряних шляхів мігруючих птахів з усієї Європи. На території водно-болотних угідь спостерігається 269 різних видів птахів.
З 2010 року на південному березі озера Поморійського знаходиться відвідувальний і природоохоронний центр. Поряд з центром є єдиний музей солі в країні.
З метою захисту рідкісних та зникаючих видів та середовищ їх існування, Поморійське озеро та прилегли території оголошені захищеними місцями болгарським законодавством у 2001 році, та Рамсарською конвенцією з охорони водно-болотних угідь і водоплавних птахів. Цей болгарський об'єкт у світовому списку конвенції зареєстрований під № 1229. У 1998 році озеро Поморійське було оголошено важливою пташиною місцевосттю, а з 2007 року офіційно включено Радою міністрів до Європейської екологічної мережі Natura 2000 як охоронюваної території відповідно до Директиви ЄС про птахів та охоронюваного району відповідно до Директиви ЄС про місцеположення.

## Докладніше
- Аркуш карти K-35-56. Масштаб: 1 : 100 000.